# Erotic Diarrhea Fantasy
Erotic Diarrhea Fantasy är det finländska goregrind- och porngrind-bandet Torsofucks debutalbum, utgivet i april 2004.

## Låtlista
Alla låtar är komponerade av Torsofuck.
| Nr | Titel                              | Längd |
| -- | ---------------------------------- | ----- |
| 1. | Mutilated for Sexual Purposes      | 4:21  |
| 2. | Erotic Diarrhea Fantasy            | 2:37  |
| 3. | Fistfucking Her Decomposed Cadáver | 2:37  |
| 4. | Worm Infested Anal                 | 3:02  |
| 5. | Raped by Elephants                 | 4:14  |
| 6. | Pussy Mutilation                   | 3:29  |
| 7. | Snuffed Freak                      | 1:48  |
| 8. | Four Legged Whore                  | 2:20  |
| 9. | Cannibal                           | 5:47  |

## Medverkande
- Mikko Friberg – sång, gitarr, basgitarr
- Jarkko Haapala – basgitarr, trumprogrammering